# Kuala Pilah
Huyện Kuala Pilah là một huyện thuộc bang Negeri Sembilan của Malaysia. Huyện Kuala Pilah có dân số thời điểm năm 2010 ước tính khoảng 65471 người.